# Bidiastopora torquata
Bidiastopora torquata is een mosdiertjessoort uit de familie van de Multisparsidae. De wetenschappelijke naam van de soort is voor het eerst geldig gepubliceerd in 1888 door Kirkpatrick.